# Файф, Гарри Семёнович
Гарри Файф (до эмиграции — Гарри Семёнович Файфермахер; 12 июня 1942, Тбилиси, СССР — 12 апреля 2002, Париж, Франция) — советский и французский архитектор, скульптор и инженер, один из создателей русского кинетизма.

## Биография
Гарри Файфермахер родился в Тбилиси, где находились в эвакуации из Молдавии его родители, Семён и Лия (Елизавета) Файфермахер. В 1945 году семья вернулась в Тирасполь, где Гарри получил среднее образование и окончил художественную студию под руководством Александра Фёдоровича Фойницкого. По рекомендации последнего поступил в Московский Архитектурный институт, после окончания которого был распределён в Тирасполь. Совместно с Л. Д. Фишбейном (1909—2010) был автором проекта памятника воинам-авиаторам в Тирасполе (в Октябрьском районе) и Мемориала Славы на берегу Днестра, открытого 23 февраля 1972 года; в 2002 году Мемориал был внесён в реестр памятников республиканского значения ПМР.
В 1973-м году эмигрировал во Францию, где получил второе архитектурное образование. Учился у известных архитекторов: Рикардо Бофилла (Ricardo Bofill) и Поля Шеметова (Paul Chemetov). Открыв собственное архитектурное бюро, Файф построил более тридцати муниципальных домов в Париже, Франция, и окрестностях, шумозащитные сооружения вдоль дорог, участвовал в художественных выставках по всему миру, от Японии до Америки. Его творческое кредо — синтез различных направлений: от конструктивизма и супрематизма до кинетизма и структурализма.